# 天政
天政（1103年—1104年）是大理国皇帝段正淳的第三個年号，共计2年。
年號名稱，雲南文獻有作「天正」，有作「天政」，唯李京《雲南志略》誤作「大政」。部份不記載該年號。李崇智从胡氏《野史》，天政在开明和文安之间。
起訖年，方詩銘、李崇智、段玉明、李家瑞作1103年－1104年，王雲、黃德榮不列此年號。

## 年號及改元出處
- 倪輅《南詔野史》：「宋紹聖三年（1096），受高氏禪，號後理國，改元天授，又改元開明、天正等號。……禪位為僧，在位十三年。」
- 胡蔚《增訂南詔野史》：「宋哲宗丙子紹聖三年（1096）復得國，即位，號後理國，……明年（1097），改元天授，又改元開明、天政、文安。……徽宗戊子大觀二年（1108），正淳禪位為僧，在位十二年。」
- 王崧《雲南備徵志》：「宋哲宗紹聖三年（1096）即位，改元天授。……丁丑（1097），改元開明。……壬午（1102）……次年（1103），改元天正。……戊子（1108），帝禪位為僧，在位十三年。」
- 諸葛元聲《滇史》：「段氏十五世正淳，以宋哲宗紹聖三年丙子（1096）立，改元天授。……丁丑（1097），正淳改元文安。在位十三年，避位為僧。」
- 李京《雲南志略》：「政明之子政淳立，改元天授、明開、大政（陶宗儀《說郛》作天政）、文安。在位十三年。」
- 楊慎《滇載記》：「正淳復國，改元天授。……立十三年，再改元曰開明、文安。」
- 馮蘇《滇考》：「正淳改元天授。……又改元明開、天政、文安，在位十二年，避為僧。」
- 《白古通記淺述》：「立段氏子正淳，是為後理國。……正淳在位十三年。」

## 纪年
| 天政 | 元年   | 二年   |
| ---- | ------ | ------ |
| 公元 | 1103年 | 1104年 |
| 干支 | 癸未   | 甲申   |

## 同期存在的其他政权年号
- 中國
  - 崇寧（1102年－1106年）：宋－宋徽宗趙佶之年號
  - 乾統（1101年－1110年）：遼－遼天祚帝耶律延禧之年號
  - 貞觀（1101年－1113年）：西夏－夏崇宗李乾順之年號
- 越南
  - 龍符元化（1101年－1109年）：李朝－李乾德之年號
- 日本
  - 康和（1099年－1104年）：堀河天皇之年号
  - 長治（1104年－1106年）：堀河天皇之年号